# Zone Z
Zone Z is een singleplayer shoot 'em up-videospel voor de Commodore 64. Het spel werd uitgebracht in 1987 door Starlight Software. 